# Доннас
Доннас (фр. Donnas) — муніципалітет в Італії, у регіоні Валле-д'Аоста.
Доннас розташований на відстані близько 560 км на північний захід від Рима, 38 км на південний схід від Аости.
Населення — 2602 особи (2014).
Щорічний фестиваль відбувається 1 серпня. 

## Демографія
Населення за роками:

Станом на 1 січня 2023 року в муніципалітеті офіційно проживало 155 іноземців з 24 країн, серед них 36 громадян країн Євросоюзу та 40 громадян України.

## Сусідні муніципалітети
- Арна
- Бар
- Карема
- Он
- Перло
- Пон-Сен-Мартен
- Понбозе
- Куїнчинетто
- Траузелла
- Траверселла